# Rò rỉ tài nguyên
Trong khoa học máy tính, rò rỉ tài nguyên (tiếng Anh: resource leak) là một dạng cụ thể của việc tiêu thụ tài nguyên bởi một chương trình máy tính khi chương trình đó không giải phóng tài nguyên mà nó chiếm giữ. Tình trạng này thường là kết quả của lỗi trong chương trình. Các dạng rò rỉ tài nguyên điển hình gồm rò rỉ bộ nhớ (memory leak) và rò rỉ xử lý (handle leak), đặc biệt là rỏ rỉ xử lý tập tin, mặc dù bộ nhớ thường được xem là khác biệt với các tài nguyên khác.